# Moura (Nogueira de Ramuín)
Moura (llamada oficialmente San Xoán de Moura) es una parroquia del municipio español de Nogueira de Ramuín, en la provincia de Orense, Galicia.

## Toponimia
La parroquia también es conocida por el nombre de San Juan de Moura.

## Organización territorial
La parroquia está formada por siete entidades de población, constando seis de ellas en el nomenclátor del Instituto Nacional de Estadística español:
- Cinseiro
- Fiscal
- Monteverde
- O Alcouce
- Riocabe
- Sobrado
- Vilasuxá

## Demografía
| Gráfica de evolución demográfica de Moura entre 2000 y 2023 |
|                                                             |
| Datos según el nomenclátor publicado por el INE.            |